# Tenages (syn Heliosa)
Tenages także Tenage (gr. Τενάγης; Τενάγη) − w mitologii greckiej jeden z Heliadów, syn boga Heliosa i nimfy Rode, wnuk Posejdona. Podobnie jak bracia został obdarzony przez ojca wiedzą astrologiczną, którą dzielił się z ludem wyspy Rodos i wprowadził wiele udogodnień dla żeglarzy. Razem podzielili dzień na godziny. Zazdrośni o jego mądrość czterej bracia, Makareus, Kandalos, Aktis, Triopas, zabili go, a następnie uciekli z wyspy. Dwaj bracia, Ochimos i Kerkafos, którzy nie uczestniczyli w zabójstwie zostali na Rodos i dalej panowali nad jej ludem. 

## W kulturze
- Diodor Sycylijski, Biblioteka historyczna
- Strabon, Geografia
- Stefanos z Bizancjum, Ethnika
- Parthenios z Nicei, Erotiká pathémata